# Эпидемиология самоубийств

Уровень смертности от самоубийств на 100 000 человек в 2012 году
нет данных
менее 2,5
2.5-5
5-7.5
7.5-10
10-12.5
12.5-15
15-17.5
17.5-20
20-22.5
22.5-25
25-27.5
более 27.5

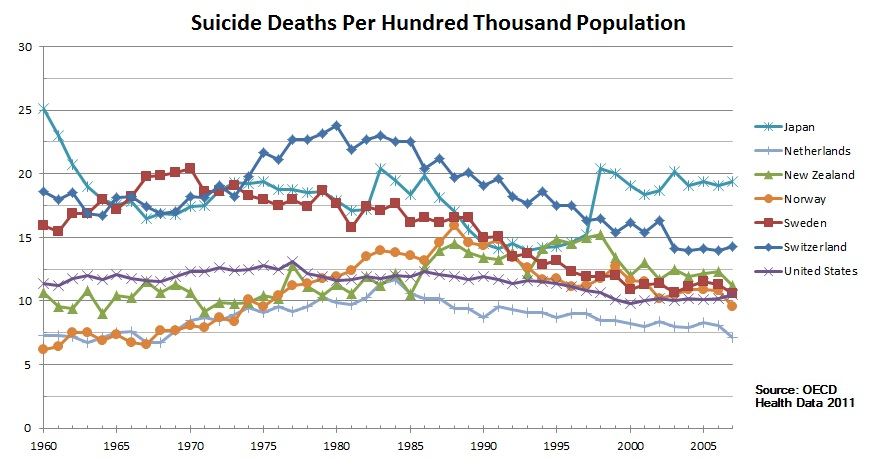
Тенденция смертности от самоубийств на 100 000 человек

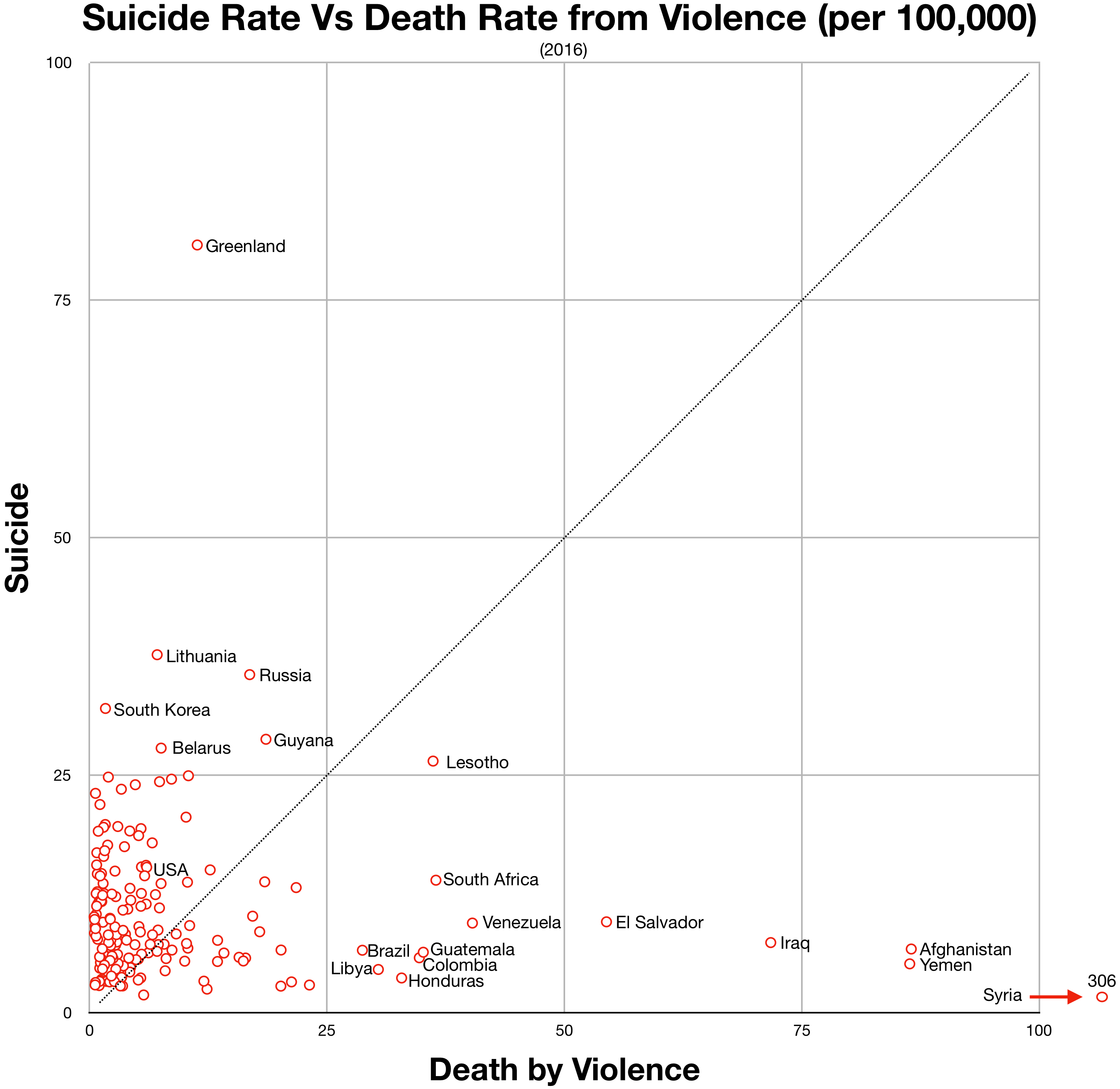
Самоубийства в сравнении с насильственными смертями в 2016 году

По оценкам, ежегодно, погибает в результате самоубийства 800 тыс. человек. Во всём мире самоубийство входит в тройку основных причин смерти среди людей в возрасте от 15 до 44 лет. Попытки совершения самоубийства происходят в 20 раз чаще, чем завершённые самоубийства.
Частота совершения самоубийств в обществе зависит от целого ряда факторов. Особенно распространённой причиной является клиническая депрессия. Издевательства, в том числе бодишейминг, также могут подтолкнуть людей к самоубийству, поскольку они усиливают социальную изоляцию. Злоупотребление психоактивными веществами и тяжёлые физические заболевания или недостаток здоровья также признаются в качестве факторов, способствующих суициду. В Восточной Европе и Восточной Азии отмечается самый высокий уровень самоубийств в мире. Регион с самым низким уровнем самоубийств - Карибский бассейн, за ним следует Ближний Восток.
Заметны различия в показателях самоубийств между полами, причём мужчины совершают самоубийства чаще почти во всех странах мира. Однако женщины всех возрастных групп, как правило, демонстрируют более высокие показатели суицидального поведения, не связанного с летальным исходом.

## Обзор
В большинстве стран от самоубийств умирает больше людей, чем от войн и убийств.
В докладе Всемирной организации здравоохранения (ВОЗ) за 2006 год говорится, что ежегодно около миллиона человек лишают себя жизни, что больше, чем убитых или погибших на войне. По данным ВОЗ, самоубийство происходит в мире примерно каждые 40 секунд.
По данным Национального института психического здоровья, подражательные самоубийства являются серьёзной проблемой, особенно среди молодёжи. Суициду может способствовать воздействие на подростков из уязвимых групп реальных или вымышленных историй самоубийств, включая освещение самоубийств в средствах массовой информации, например, интенсивное освещение самоубийства знаменитости или кумира.

### По странам

Доля смертей от самоубийств, 2017

Уровень самоубийств наиболее высок в европейских странах Балтии, где ежегодно от самоубийства умирает около 40 человек на 100 000. Самые низкие показатели наблюдаются в основном в странах Карибского бассейна/Вест-Индии и нескольких странах Азии.
В России ежегодно совершают самоубийство более 30 000 человек; в США ежегодно умирают от самоубийства более 40 000 человек; в Японии кончают с собой более 30 000 человек; в Китае ежегодно совершают самоубийство около 250 000 человек. В западных странах мужчины совершают самоубийства в четыре раза чаще, чем женщины. Женщины совершают попытки самоубийства чаще, чем мужчины.
В странах бывшего советского блока самый высокий уровень самоубийств в мире. Уровень самоубийств в Южной Корее — самый высокий среди всех других стран Восточной Азии. Регион с самым низким уровнем самоубийств — Латинская Америка.
Китай – единственная страна в мире, где уровень самоубийств среди женщин соответствует уровню самоубийств среди мужчин, причём статистика показывает даже несколько большее число случаев самоубийств среди женщин.
В 1999-2006 годах в США самоубийство было третьей основной причиной смерти подростков в возрасте от 15 до 19 лет и четвёртой основной причиной смерти детей в возрасте от 10 до 14 лет. По состоянию на 2011 год количество самоубийств в этой возрастной группе возросло, став второй причиной смерти молодёжи в возрасте от 15 до 24 лет, ниже статистики убийств и выше статистики несчастных случаев. Географически в США западные штаты имеют более высокий уровень самоубийств. В расчёте на 100 000 человек первое место занимает Монтана, второе – Аляска, третье – Вайоминг. Возможно, существует связь между этими штатами и правилами обращения с огнестрельным оружием, которые облегчают доступ к нему, так как, согласно статистике, в штатах с самым высоким уровнем владения оружием самоубийств с применением огнестрельного оружия в 3,7 раза больше среди мужчин и в 7,9 раза больше среди женщин. Часто это сельские районы без густонаселённых городских районов (что создаёт стрессовые факторы социального давления), но это может указывать на отсутствие доступности медицинской и психологической помощи в этих отдалённых районах.

## Пол
В США вероятность самоубийства у мужчин в четыре раза выше, чем у женщин, хотя о попытках самоубийства и нанесении себе вреда с суицидальными намерениями сообщают больше женщин, чем мужчин. Уровень самоубийств среди мужчин намного выше, чем среди женщин во всех возрастных группах (соотношение варьируется от 3:1 до 10:1). В других западных странах мужчины также гораздо чаще умирают от самоубийства, чем женщины (обычно в соотношении 3-4:1). Это 8-я основная причина смерти среди мужчин и 19-я основная причина смерти среди женщин.

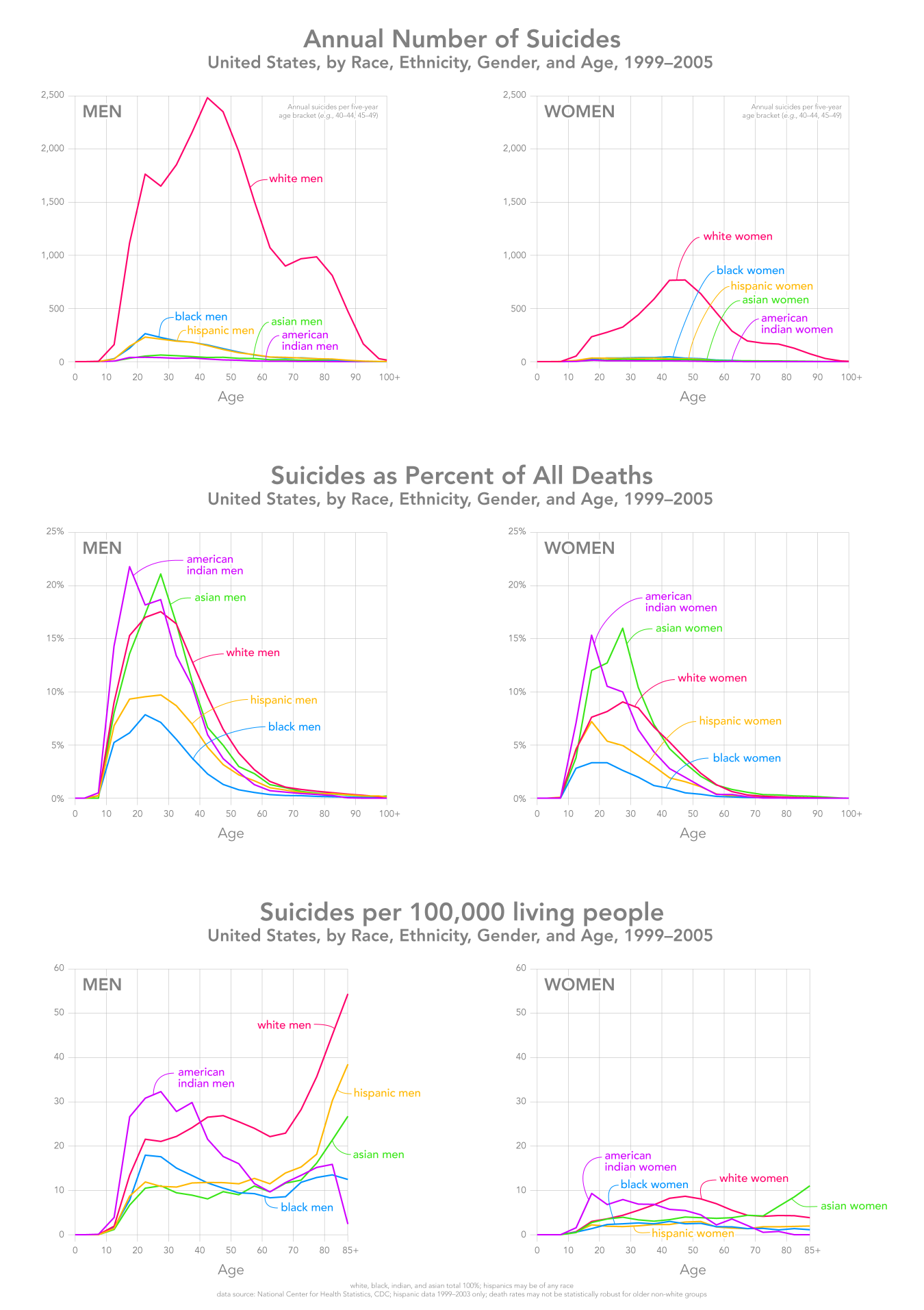
Самоубийства в США по возрасту, полу и расовым или этническим группам, 1999-2005 гг. Данные Центра по контролю и профилактике заболеваний Расовые и этнические группы, определённые Административно-бюджетным управлением США.

Разница в соотношении смертности от самоубийств между мужчинами и женщинами ниже в незападных странах, где по состоянию на 2015 год в Китае (около одной пятой населения мира) и ещё семи странах она отсутствует, при этом женщины чаще умирают от самоубийства, чем мужчины, в 1,3-1,6 раз.

## Раса и сексуальная ориентация
В 2003 году в США белые и азиаты почти в 2,5 раза чаще кончали с собой, чем чернокожие или латиноамериканцы. В восточной части мира (в основном в странах Азии или Тихоокеанских островов) число зарегистрированных самоубийств растёт с каждым годом.
Вероятность попыток самоубийства более высока как у геев и лесбиянок, так и у бисексуалов обоих полов по сравнению с гетеросексуалами. Тенденция более высокого уровня самоубийств среди женщин не является исключением для лесбиянок или бисексуальных женщин, и по сравнению с мужчинами гомосексуалистами, у лесбиянок вероятность попыток выше, чем у геев или бисексуальных мужчин.
Исследования варьируются в зависимости от того, насколько выше риск по сравнению с гетеросексуалами с низкой вероятностью 0,8-1,1 среди женщин и в 1,5-2,5 среди мужчин. Этот показатель достигает 4,6 среди женщин и 14,6 среди мужчин.
Раса и возраст играют определённую роль в повышении риска совершения самоубийства. Самые высокие показатели среди мужчин приходятся на белых, когда они находятся в подростковом возрасте. К 25 годам их риск снижается до менее чем половины от прежнего, однако у чернокожих геев риск неуклонно возрастает до 8,6 раз. На протяжении всей жизни риск составляет 5,7 для белых и 12,8 для чернокожих геев и бисексуалов.
У лесбиянок и бисексуалок наблюдается противоположный эффект: по сравнению с гетеросексуальными женщинами у них меньше попыток совершить самоубийство в подростковом возрасте. На протяжении всей жизни вероятность попыток почти втрое выше, чем в подростковом возрасте, соотношение 1,1 для белых женщин, однако для чернокожих женщин этот показатель меняется очень незначительно (разница менее чем 0,1-0,3), причём у гетеросексуальных чернокожих женщин риск несколько выше на протяжении большей части исследования по возрасту.
Молодые геи и лесбиянки, пытающиеся покончить жизнь самоубийством, в непропорционально большой степени подвержены гомофобному отношению, имеют более слабые навыки преодоления дискриминации, изоляции и одиночества, а также чаще испытывают отвержение со стороны семьи, чем те, кто не совершал попыток покончить с собой. Другое исследование показало, что геи и бисексуалы, пытавшиеся покончить с собой, имели более женственные гендерные роли, в молодом возрасте приняли ЛГБТ-идентичность и чаще, чем сверстники, сообщали о сексуальном насилии, злоупотреблении наркотиками и арестах за ненадлежащее поведение.
Одно исследование показало, что однополое сексуальное поведение, а не наличие гомосексуального влечения или гомосексуальной идентичности, значительно повышает риск самоубийства среди норвежских подростков. В Дании риск смертности от самоубийства с поправкой на возраст среди мужчин, состоящих в зарегистрированном браке, был почти в восемь раз выше, чем среди мужчин с позитивной историей гетеросексуального брака, и почти в два раза выше, чем среди мужчин, никогда не состоявших в браке.
Исследование по проблеме самоубийств, проведённое в Швеции, содержало анализ данных о 6456 однополых супружеских парах и 1 181 723 браках между мужчиной и женщиной. Даже при толерантном отношении Швеции к гомосексуализму было установлено, что среди однополых женатых мужчин риск самоубийства почти в три раза выше, чем среди мужчин, состоящих в разнополом браке, даже после поправки на наличие ВИЧ. Что касается женщин, то было установлено, что риск самоубийства среди женщин, состоящих в однополом браке, условно выше, чем среди женщин, состоящих в разнополом браке.

## Религия
По сравнению с другими странами, атеистические государства, такие как Китайская Народная Республика, имеют самый высокий уровень самоубийств (25,6 на 100 000 человек).
В глобальном исследовании атеизма социолог Фил Цукерман отметил, что страны с более высоким уровнем атеизма имеют самый высокий уровень самоубийств по сравнению со странами со «статистически незначительным уровнем атеизма».

## Социальные факторы
Более высокий уровень социальной и национальной сплочённости снижает уровень самоубийств. Уровень самоубийств выше всего среди пенсионеров, безработных, бедных, разведённых, бездетных, городских жителей, одиноких и других людей, живущих в одиночестве. Уровень самоубийств также повышается в периоды экономической нестабильности. (Хотя бедность не является прямой причиной, она может способствовать повышению риска самоубийства).

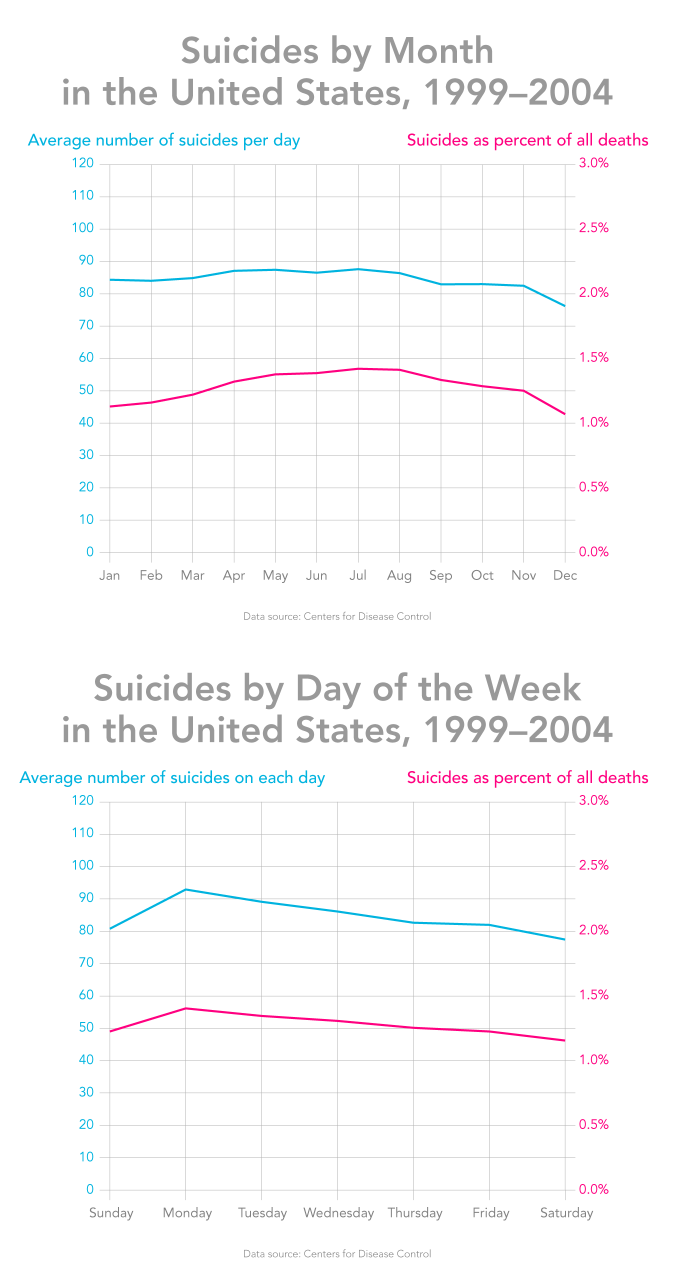
Самоубийства по месяцам и дням недели в США, 1999-2004 гг. Данные Центра по контролю и профилактике заболеваний.

Эпидемиологические исследования обычно показывают связь между самоубийством или суицидальным поведением и социально-экономическим неблагополучием, включая низкую успеваемость, бездомность, безработицу, экономическую зависимость и взаимодействие с полицией или системой правосудия. Традиционно считается, что война связана со снижением уровня самоубийств; однако в последних исследованиях это подвергается сомнению, что свидетельствует о более сложной картине, чем представлялось ранее.
Исследование, проведённое в 2015 году в Великобритании Национальной статистической службой по заказу организации Public Health England, в котором рассматривались 18 998 случаев смерти людей в возрасте от 20 до 64 лет, показало, что наибольшему риску самоубийства подвержены мужчины, работающие в строительной отрасли, и женщины, занятые в сфере культуры, СМИ и спорта, здравоохранения и преподавания в начальной школе.

## Здоровье

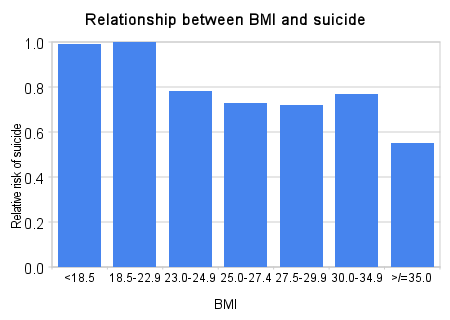
Риск самоубийства снижается с увеличением индекса массы тела в США

Депрессия, однополярная или как часть биполярного расстройства, является особенно распространённой причиной. Злоупотребление психоактивными веществами, тяжёлые физические заболевания или недостаток здоровья также являются признанными причинами.
Неизвестное число самоубийств ошибочно считается последствиями тяжёлых заболеваний, инфекционных, злокачественных, психических и так далее.

### Индекс массы тела
Риск самоубийства может снижаться с увеличением веса и является низким у лиц с ожирением. Эта связь не совсем понятна, но существует гипотеза, что повышенная масса тела приводит к повышению циркулирующих уровней триптофана, серотонина и лептина, что, в свою очередь, снижает импульсивность.
Однако другие исследования показывают, что уровень самоубийств увеличивается при крайней степени ожирения, и трудно контролировать такие факторы, как связанные с ИМТ различия в продолжительности жизни, которые оказывают значительное влияние на уровень самоубийств.

## Сезон
Мысль о том, что самоубийства чаще происходят во время зимних праздников (включая Рождество в северном полушарии), на самом деле является мифом, который, как правило, подкрепляется сообщениями СМИ, ассоциирующими самоубийства с праздничным сезоном. Национальный центр статистики здравоохранения обнаружил, что количество самоубийств снижается в зимние месяцы, а пик приходится на весну и начало лета. Учитывая, что существует корреляция между зимним сезоном и уровнем депрессии, есть теории, что это может объясняться способностью совершить самоубийство и относительной жизнерадостностью. Самоубийства также были связаны с другими сезонными факторами.
Разница в количестве случаев самоубийств по дням недели на самом деле больше, чем любые сезонные колебания.

## Тенденции
Определённые временные тенденции могут быть связаны с видом смерти. Например, в Великобритании постоянный рост числа самоубийств с 1945 по 1963 год, вероятно, был в некоторой степени сдержан после удаления угарного газа из бытового газоснабжения, что произошло при переходе с угольного газа на природный в шестидесятые годы. Методы различаются в разных культурах, свою роль играет и лёгкая доступность смертельных веществ и материалов.
Во всем мире самоубийство входит в тройку основных причин смерти среди людей в возрасте 15-44 лет. Попытки самоубийства происходят в 20 раз чаще, чем завершённые самоубийства.

### Исторические тенденции
Исторические данные свидетельствуют о более низком уровне самоубийств в периоды войны.